# Język meyah
Język meyah (a. meah, meax, mejach, mejah, meyach), także: arfak, mansibaber – język papuaski używany w indonezyjskiej prowincji Papua Zachodnia, we wschodniej części półwyspu Ptasia Głowa. Według danych z 2000 roku posługuje się nim blisko 15 tys. osób.
Meyah to społeczność łowiecko-zbieracka, która tradycyjnie unikała interakcji z osobami z zewnątrz. Od XVI wieku utrzymywali jednak pewne kontakty z innymi grupami etnicznymi (Biak, Ternate i Ambon). Ich pierwszy kontakt z Europejczykami miał miejsce w 1775 roku. W języku meyah występuje niewielka liczba zapożyczeń z języka biak-numfor. Wykazuje pewne cechy języków austronezyjskich (szyk zdania SVO, rozróżnienie inclusivus-exclusivus, podobne wzorce reduplikacji). W użyciu jest także język indonezyjski (bądź lokalny malajski), aczkolwiek w ograniczonym zakresie (zwykle w mniej odizolowanych regionach); niektórzy znają też języki sąsiednich społeczności. 
Nazwa „meyah” występuje w różnych wariantach zapisu (formę „meyah” przyjęto w później wypracowanej ortografii). Nie jest to rodzime określenie (zostało zapożyczone z języka mpur), tradycyjnie osoby z ludu Meyah identyfikują się przy użyciu nazw klanów. Nazwa „mansibaber” pochodzi z biak-numfor i ma charakter pejoratywny.
Należy do grupy języków wschodniej Ptasiej Głowy i jest spokrewniony z językiem sougb. Ross (2005) próbnie zalicza języki wschodniej Ptasiej Głowy do rozszerzonej rodziny języków zachodniopapuaskich. Różnice dialektalne są minimalne (dotyczą pewnych cech dźwiękowych i leksyki). G. Reesink (2004) omówił moskona (meninggo) jako dialekt meyah, zaznaczając, że wcześniej rozpatrywano go jako oddzielny język. Według G. Gravelle (2010) meyah i moskona to istotnie odrębne języki, o niskim poziomie wzajemnej zrozumiałości.
Pierwsze informacje nt. meyah ukazały się w I poł. XX w. Wczesne dane leksykalne dot. tego języka (określanego jako „mansibabêr”) zebrali P. Wirz (1923) i H.K.J. Cowan (1953). W nowszych czasach sporządzono opis jego gramatyki (2004, 2010)  oraz kolejną listę słownictwa (2001). Jest zapisywany alfabetem łacińskim.